# Тейлор, Крисси
Кристен Эрин Тейлор (англ. Kristen Erin Taylor; 15 мая 1978 года, Майами, Флорида, США — 2 июля 1995 года, Пемброк-Пайнс, Флорида, США) — американская фотомодель.

## Биография и карьера
Кристен Эрин Тейлор родилась в Майами, а жила в Южной Флориде. У неё было две старших сестры.
В модельный бизнес она попала с помощью сестры-супермодели — Никки Тейлор. Когда ей было 11 лет, она начала работать в модельном агентстве в Нью-Йорке .
В 13 лет вместе с Никки участвовала в «Fall Shows» в Милане. После этого на неё посыпались предложения работы.
Её последняя фотосессия состоялась в журнале Ocean Drive (выпуск за июль/август 1995), где она снималась вместе с Никки.

## Смерть
2 июля 1995 года сестра Крисси Никки обнаружила её, лежащей на полу без сознания в их доме во Флориде. Крисси была доставлена в «Memorial Hospital West», где в 5:39 утра была объявлена мёртвой. Ей было всего 17 лет.
Известно, что у Крисси были проблемы с дыхательной системой и то, что она боролась с одышкой с помощью ингалятора.
Причиной смерти был назван приступ астмы, осложнённый внезапной сердечной аритмией. Однако до смерти модели никаких проблем с сердцем у неё не наблюдалось.